# Configuración automotriz
En el campo del diseño automotor, una configuración automotriz (también conocida como configuración automotora),
especifica las posiciones en las que se ubican el motor y las ruedas con tracción de un vehículo automóvil.

## Combinaciones posibles
Dado que el motor puede alojarse en tres posiciones principales (Delantero // Central // Trasero); y que los ejes con tracción pueden a su vez adoptar otras tres configuraciones (Delantera // Trasera // Cuatro ruedas), teóricamente se puede disponer de al menos nueve configuraciones, aunque en la práctica algunas de ellas son muy raras (como por ejemplo, la adopción de una disposición de motor trasero y tracción delantera). Si además se distingue entre la posición local del motor (transversal o longitudinal), o se consideran distintos los motores centrales situados delante o detrás del habitáculo, el número de posibilidades se incrementa notablemente.
En la tabla siguiente se figuran las nueve configuraciones básicas posibles:
| Motor//Tracción | Delantera                                 | Trasera                                 | En las cuatro ruedas                                 |
| Delantero       | (DD) Motor delantero y tracción delantera | (DT) Motor delantero y tracción trasera | (D4) Motor delantero y tracción en las cuatro ruedas |
| Central         | (CD) Motor central y tracción delantera   | (CT) Motor central y tracción trasera   | (C4) Motor central y tracción en las cuatro ruedas   |
| Trasero         | (TD) Motor trasero y tracción delantera   | (TT) Motor trasero y tracción trasera   | (T4) Motor trasero y tracción en las cuatro ruedas   |

Debe reseñarse que también existen otros diseños inusuales, como la configuración con motor delantero y trasero, que tampoco se han considerado en la tabla anterior.
En los apartados que figuran a continuación se analizan las características de las configuraciones más usuales:
- Tracción delantera (con motor delantero longitudinal y transversal)
- Tracción trasera (con motor delantero o trasero)
- Tracción en las cuatro ruedas (con motor delantero)

## Tracción delantera

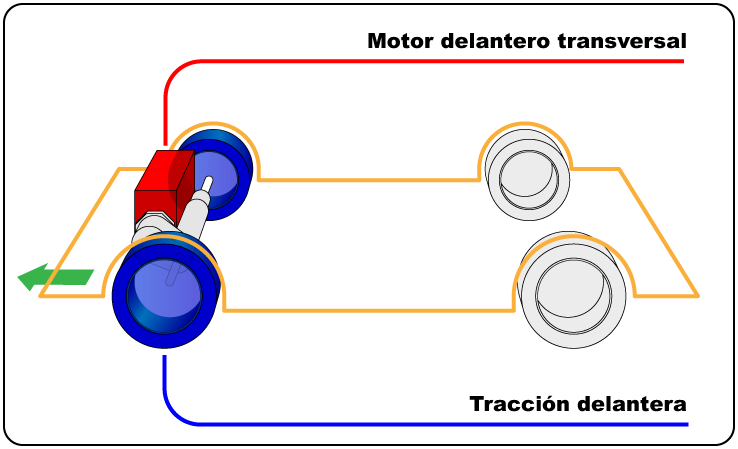
Motor delantero transversal / tracción delantera.

### Posición del motor
- Motor transversal
- Motor longitudinal

### Características
En un vehículo de tracción delantera, denominado en inglés como «FWD» de Front Wheel Drive, el impulso está dado en las ruedas delanteras.
El diseño de tracción delantera con motor delantero ubica al motor en la parte frontal del vehículo, todos los componentes del tren motor (motor y transmisión), se ubican de manera transversal o en algunos casos, longitudinal por delante del eje delantero, esta configuración permite espacios para pasajeros más amplios particularmente en vehículos compactos. Además, al llevar el motor y la caja de cambios sobre el eje delantero, una concentración de peso en las ruedas motrices favorecen la adherencia del neumático, aunque si se hace una arrancada fuerte se produce el efecto contrario, al existir un desplazamiento del peso hacia atrás las ruedas delanteras tienden a patinar.
En los coches con tracción delantera las ruedas motrices son además directrices, lo que hace que su comportamiento venga caracterizado por una actitud que se denomina subviradora. Esta situación aparece cuando en un giro se pisa el acelerador más de la cuenta, entonces se puede apreciar que el giro real es menor que el que se le da a las ruedas a través del volante (el coche subvira) y el frente del auto tiende a irse al exterior de la curva. La respuesta lógica en estos casos es dejar de acelerar, momento en el cual el coche vuelve a mantener la trayectoria de la curva.
La distribución del peso teórico de tracción delantera es aproximadamente de 60-40%, delantera-trasera.

### Ventajas
- Estabilidad y control del vehículo en condiciones normales.
- Mejor tracción en nieve y caminos escabrosos.
- Mejor utilización del espacio total para pasajeros y carga por tener un piso más plano.
- Menor peso total del vehículo.
- Menor consumo de combustible.
- Menor costo de producción.

### Desventajas
- La carcasa de goma de la junta de velocidad constante (cardán homocinético) tiende a romperse prematuramente y requiere un mantenimiento frecuente.
- Semiejes delanteros costosos.
- Complejidad técnica del tren delantero.
- Propenso al subviraje o subgiro (understeer).
- Dirección de torsión (torque steer), tendencia del automóvil a girar hacia un lado en aceleración fuerte por tener ejes de distintos largos y peso en la configuración de motor delantero transversal.

### Características de la carrocería
- La tracción delantera es la opción más lógica en coches compactos no muy potentes.
- La distribución del peso se inclina hacia el eje delantero.
- Posibilidad de habitáculos y carrocería más bajos.
- Ruedas delanteras ubicadas hacia atrás, más cerca del habitáculo.
- Voladizo delantero sobresaliente para acomodar la mecánica.
- Posible voladizo trasero corto por mejor configuración de espacios.

## Propulsión trasera

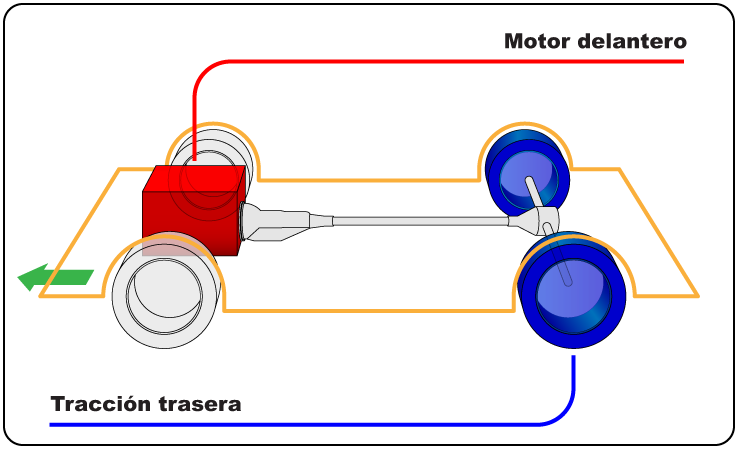
Motor delantero / tracción trasera.

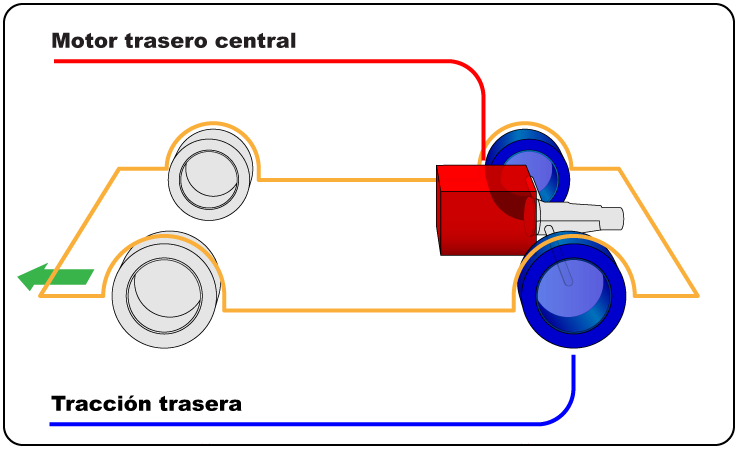
Motor central trasero / tracción trasera.

### Posición del motor
- Motor delantero
- Motor central delantero
- Motor trasero
- Motor central trasero longitudinal
- Motor central trasero transversal

### Características
La gran mayoría de los vehículos de tracción trasera, denominado en inglés como «RWD» de Rear Wheel Drive, utilizan un motor montado longitudinalmente en la parte delantera del vehículo, brindando tracción a las ruedas traseras a través de un eje cardán vinculado a un diferencial entre los ejes traseros. 
La distribución equilibrada del peso entre los ejes de los vehículos de tracción trasera, permite un mejor desempeño sobre la ruta y la motricidad es buena debido al desplazamiento del peso hacia las ruedas motrices en fase de aceleración por cual la mejora.
El tracción trasera evita que el auto subvire, aunque es propenso al sobreviraje y requiere que se gire menos para evitar hacer un trompo o patinar.
La tracción trasera permite un reparto de pesos más equitativo y por ende una mayor estabilidad.
Otra configuración posible es situar el motor delantero pero detrás del eje delantero (motor central delantero), algunos vehículos de diseño «motor delantero/tracción trasera» posicionan la caja de cambios en la parte trasera, junto al puente, ambos con características similares pero con la ventaja de que se consigue una distribución equilibrada del peso entre los ejes. Por último, también se puede ubicar el motor, cambio y transmisión por detrás del eje trasero, o entre el eje trasero y el puesto de conducción . Las dos últimas configuraciones se reservan para modelos deportivos, en busca de una máximo control de dirección, por un lado, y buena motricidad por el otro.

#### Distribución de pesos
Distribución de pesos teórica entre ejes delantero-trasero en las siguientes configuraciones:
- 55-45%; Motor delantero / tracción trasera.
- 50-50%; Motor central delantero / tracción trasera.
- 45-55%; Motor trasero / tracción trasera.
- 49-51%; Motor central trasero / tracción trasera.

### Ventajas
- Distribución de pesos más uniformes en las cuatro esquinas.
- Mejor maniobrabilidad al tener un peso mejor distribuido lo que ayuda en las curvas y al frenado.
- Mejor estabilidad y adherencia en caminos de asfalto o condiciones climatológicas buenas.
- Más apto con motores de mayor potencia.
- Más apto para remolques.
- Más robustos por separar las ruedas de dirección con las de impulsión.
- El túnel en el piso para la transmisión y el eje cardán permite mayor fortaleza estructural del piso.
- Mecánica más fácil.
- Reducción del diámetro de giro, mejorando su maniobrabilidad en espacios estrechos.

### Inconvenientes
- Menor utilización del espacio total para pasajeros en el habitáculo por tener un túnel en el piso para la transmisión y el eje cardán.
- Mayor peso total del vehículo.
- Mayor consumo de combustible.
- Mayor costo de producción.

### Características de la carrocería
En la configuración de motor delantero:
- Ruedas delanteras ubicadas más hacia el frente, alejándose del habitáculo, creando un voladizo delantero corto.
- Mayor distancia entre el centro del eje delantero y la base del parabrisas, el cual le añade carácter y postura al vehículo, por lo general aplica a modelos de alta gama o deportivos.
- En la configuración de motor central-delantero, alargamiento del morro.

## Tracción en las cuatro ruedas

### Posición del motor
- Motor delantero (en la mayoría de los casos)

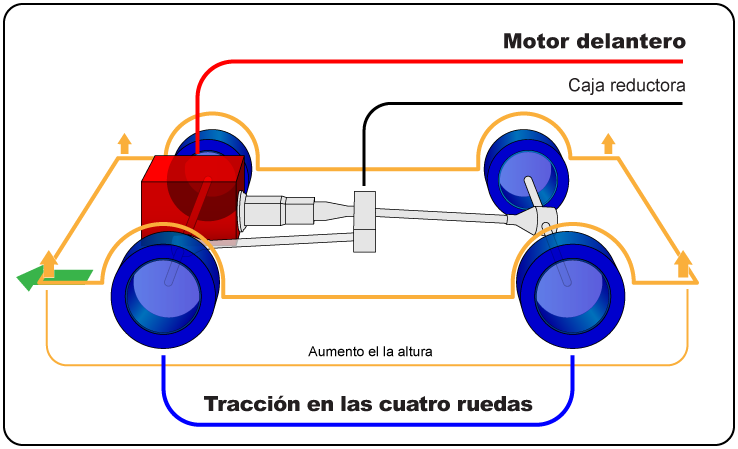
Motor delantero/tracción en las cuatro ruedas

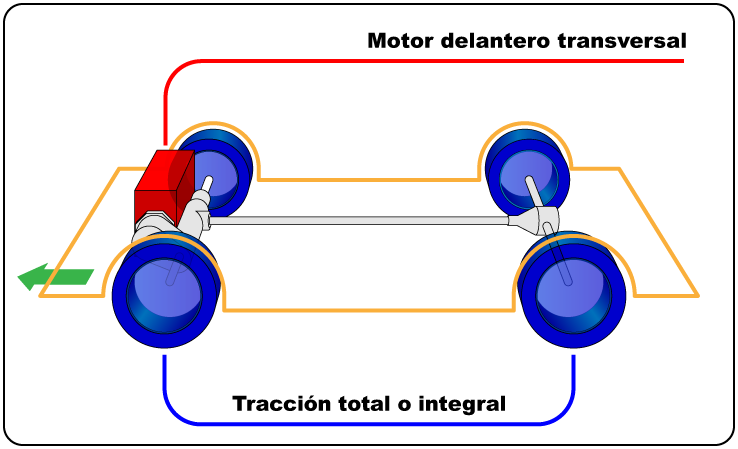
Motor delantero transversal/tracción en las cuatro ruedas

La tracción en las cuatro ruedas (4x4), denominado en inglés como «4WD» de Four Wheel Drive, es un sistema de tracción en un automóvil en el que todas las ruedas pueden recibir simultáneamente la potencia del motor. La mayoría de los vehículos todoterreno y muchas camionetas tienen tracción a las cuatro ruedas.
Este tipo de tracción está dominado hoy en día también por el segmento de vehículo deportivo utilitario que resulta de mezclar una camioneta pickup y un familiar, el Chevrolet Blazer, el Ford Bronco así como el Jeep Cherokee fueron los pioneros y son la matriz de los muy comunes deportivos utilitarios de hoy en día que incluyen modelos como el BMW xDrive y el Toyota Land Cruiser, y también el segmento de vehículos deportivos utilitarios compactos, y los deportivos como el Audi Quattro.

### Características
La mayoría de las configuraciones de tracción en las cuatro ruedas derivan de vehículos de motor delantero con tracción en dos ruedas y el sistema 4x4 añadido. Estas caen en dos categorías:
- Los sistemas 4x4 derivados del «motor delantero / tracción trasera», por lo general son como una opción o en automóviles de turismo, deportivos y segmentos de vehículos deportivos utilitarios. Precursores de los modelos actuales incluyen el Jensen FF, Volkswagen Amarok y Ford Explorer.

- Los sistemas 4x4 basados en plataforma de «motor delantero / tracción delantera» con motores transversales o longitudinales, por lo general como una opción o en modelos de-lujo, deportivos y segmentos de vehículos deportivos utilitarios compactos, como ejemplo, los motores transversales del Toyota RAV4 y los motores delantero longitudinales de la gama Audi Quattro y Subaru Legacy.

### Ventajas
- Máxima tracción en nieve y caminos escabrosos.
- Excelente estabilidad y control del vehículo en condiciones en carreteras con una baja adherencia.

### Inconvenientes
- Alto consumo de combustible.
- Mayor peso total del vehículo.
- Mayor costo de producción.
- Mayor complejidad técnica.
- Mayor cantidad y volumen de piezas móviles.

### Características de la carrocería
- Aumento en la altura de la carrocería en la mayoría de modelos.
- Llantas y Neumáticos más grandes.